# الیزابت وودویل
الیزابت وودویل (به انگلیسی: Elizabeth Woodville) (۱۴۳۷ – ۸ ژوئن سال ۱۴۹۲) از سال ۱۴۶۴ تا زمان مرگ ادوارد چهارم در سال ۱۴۸۳، همسر او و ملکه انگلستان بود. در زمان تولد او، خانواده‌اش رتبه بالایی در میان اشراف‌زادگان انگلیسی نداشتند. همسر اول وی جان گری، از حامیان خاندان لنکستر بود که در سال ۱۴۶۱ در جنگ کشته شد. الیزابت از این ازدواج دو پسر داشت. ادوارد چهارم همسر دوم او بود و این ازدواج باعث صعود خانواده الیزابت در میان اشراف‌زادگان شد و این امر باعث ایجاد دشمنی با این خانواده در میان سایر اشراف گردید.
الیزابت بعد از مرگ ادوارد چهارم و حتی بعد از برکناری پسرش ادوارد پنجم از سلطنت توسط ریچارد سوم، همچنان بر سیاست انگلستان تاثیرگذار ماند به نحوی که در به سلطنت رسیدن هنری هفتم در سال ۱۴۸۵ نقش مهمی ایفا کرد. اما بعد از به سلطنت رسیدن هنری هفتم به تدریج جایگاه خود را به مادر هنری واگذار کرد و از دربار فاصله گرفت.
الیزابت از ازدواج با ادوارد چهارم صاحب ده فرزند شد. یکی از این فرزندان الیزابت یورک بود که با هنری هفتم ازدواج کرد و مادر هنری هشتم بود. به این ترتیب تمام پادشاهان انگلستان از هنری هشتم به بعد و همچنین تمام پادشاهان اسکاتلند از جیمز پنجم به بعد، از نوادگان الیزابت وودویل هستند.
بعد از به سلطنت رسیدن هنری هفتم و در سال ۱۴۸۷، الیزابت از دربار فاصله گرفت و باقی عمر خود را در یک صومعه سپری کرد. مشخص نیست که این کناره‌گیری به خواست خود او بوده یا تحت فشار هنری هفتم انجام شده است. الیزابت در ۸ ژوئن ۱۴۹۲ درگذشت و در ۱۲ ژوئن در کنار همسرش در قلعه ویندسور به خاک سپرده شده.